# Parachiton latus
Parachiton latus är en blötdjursart som beskrevs av Saito 1996. Parachiton latus ingår i släktet Parachiton och familjen Leptochitonidae. Inga underarter finns listade i Catalogue of Life.